# Tiroteio de Las Vegas Strip em 2017
O Tiroteio de Las Vegas Strip em 2017 foi um episódio de assassinato em massa ocorrido em Paradise, na área conhecida como Las Vegas Strip, na Região Metropolitana de Las Vegas, no estado de Nevada, Estados Unidos. No momento do ataque, o cantor country Jason Aldean fazia uma apresentação.
Com 59 mortos (incluindo o atirador) e mais de 500 feridos, foi o pior tiroteio em massa da história recente dos Estados Unidos, ultrapassando o número de vítimas mortais do massacre de Orlando, na Flórida, em 2016.

## Tiroteio
Por volta de 22:08 de 1 de outubro de 2017, um atirador de 64 anos, Stephen Craig Paddock, da cidade de Mesquite, abriu fogo a partir de um buraco feito na janela de um quarto no 32.º piso do Mandalay Bay Resort and Casino sobre a multidão que assistia a um festival ao ar livre de música country (Route 91 Harvest). Mais de 22 000 pessoas estavam no local. O tiroteio resultou em pelo menos 59 mortes (incluindo o perpetrador), mais de 500 feridos e foi o maior ataque a tiros da história do país. O atirador foi achado já morto pela polícia, que arrombou o quarto. Possuía 42 armas de fogo, incluindo fuzis AR-15. Destas, 23 estavam no hotel e 19 na casa dele.

## Atirador

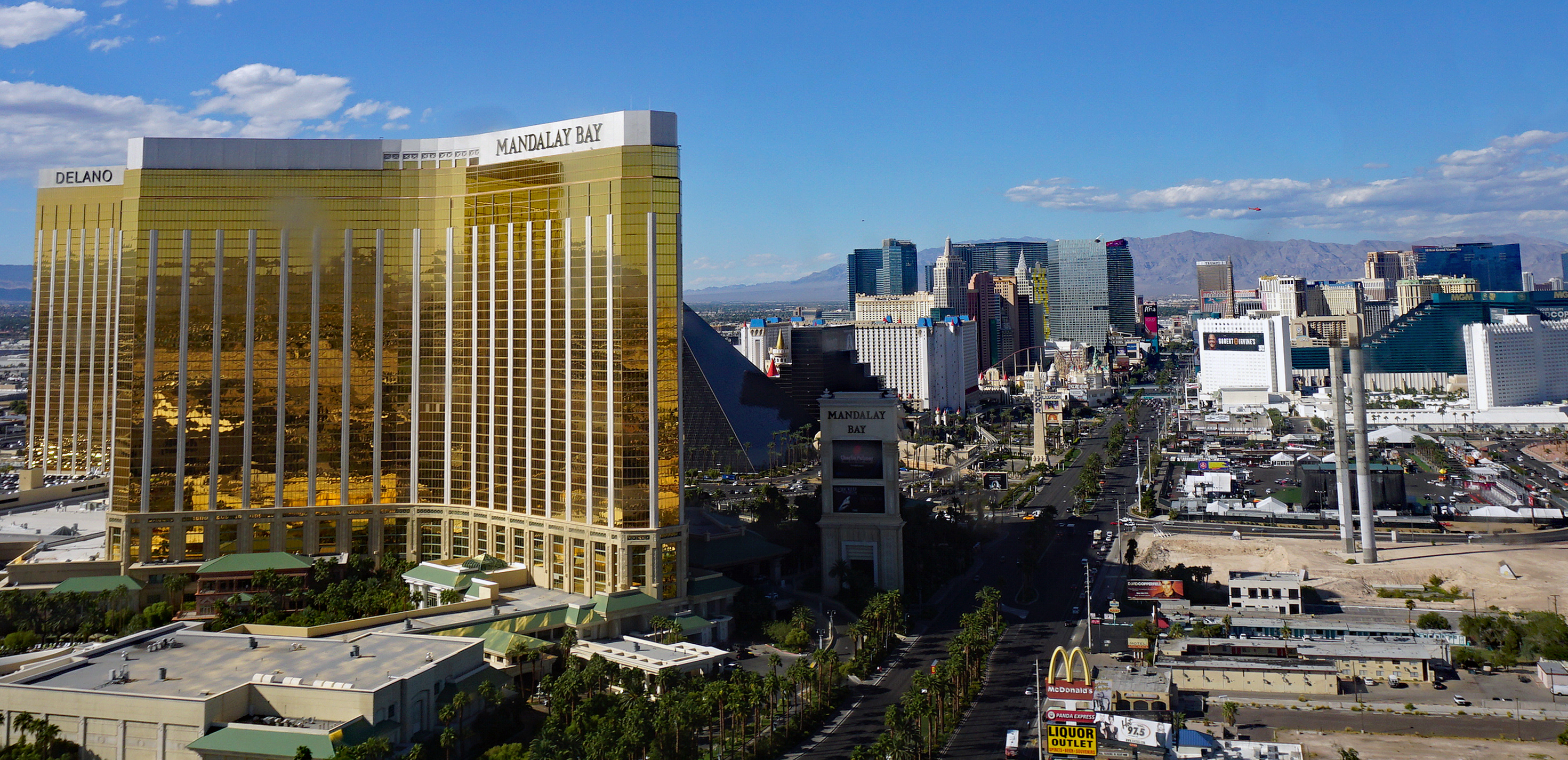
Mandalay Bay Resort and Casino (esquerda), de onde Stephen Paddock atirou na multidão.

O atirador foi identificado como Stephen Paddock (9 de abril de 1953 - 1 de outubro de 2017), 64 anos de idade, nativo de Sun Valley, Condado de Los Angeles, Califórnia, que vivia em uma comunidade de aposentados em Mesquite, Nevada. A polícia encontrou pelo menos dez rifles dentro do quarto do hotel que Paddock tinha alugado desde 28 de setembro. Entre esses rifles foi encontrado 2 carabinas Colt M4, 1 rifle Noveske N4, 2 rifles LWRC M61C, 1 rifle POF USA P-308, 1 rifle Christensen Arms CA-15, 2 rifles POF USA P-15, 1 rifle Colt Competition, 1 rifle FNH FM15, 1 rifle Daniel Defense DD5V1, 2 rifles FNH FN15, 1 rifle Daniel Defense M4A1, 1 rifle LMT Def. 2000, 1 rifle Sig Sauer SIG716, 1 rifle Daniel Defense DDM4V11, 1 rifle Daniel Defense DD5V1, 1 rifle de ferrolho Ruger American, 2 rifles LMT LM308MWS e 1 rifle Ruger SR0762.
Segundo a polícia, o agressor agiu sozinho e seus motivos são desconhecidos. Um porta-voz do FBI disse que a agência não tem evidência de envolvimento terrorista internacional por parte do homem armado.
Paddock possuía e geria alguns edifícios de apartamentos com sua mãe. Ele também possuía dois aviões e era um piloto licenciado. Ele tinha residências anteriores em Nevada, Califórnia, Texas e Flórida.
A polícia, os parentes e os vizinhos o descreveram como um jogador, sendo o jogo que normalmente mais jogava sendo video poker, preferido jogar durante a noite. A polícia disse que o Paddock havia feito transações de casino recentes em dezenas de milhares de dólares, mas não dizia se eram perdas ou ganhos. O pai de Paddock, o assaltante de banco Benjamin Hoskins Paddock, esteve na lista dos mais procurados do FBI por quase 50 anos depois de ter escapado de uma prisão federal.
O grupo Estado Islâmico do Iraque e do Levante chegou a reivindicar a autoria do ataque, mas o FBI descartou qualquer ligação entre o atirador e a organização terrorista.

## Reação
Uma grande parte de Las Vegas Boulevard foi fechado por equipes da SWAT, assim como os casinos, hotéis e empresas ao redor. O Aeroporto Internacional McCarran, localizado imediatamente a sudeste do local do festival, foi fechado até o dia seguinte e vários voos foram reencaminhados ou cancelados em resposta ao tiroteio. Alguns dos que escaparam do tiroteio entraram na área do aeroporto enquanto fugiam. Às 14h45 em 2 de outubro, o estado de emergência foi declarado pelo condado de Clark.
O governador de Nevada, Brian Sandoval, chamou o ataque "um ato de violência trágico e hediondo que abalou a família de Nevada". Via Twitter, o presidente Donald Trump enviou suas "calorosas condolências e simpatias às vítimas e às famílias do terrível tiroteio de Las Vegas". Em uma coletiva de imprensa pública na manhã seguinte, ele classificou o ataque como "um ato de puro mal", um "assassinato sem sentido" e "terrível". Ele elogiou a resposta rápida "milagrosa" de primeiros socorros e anunciou que visitaria Las Vegas em 4 de outubro, junto com familiares e policiais das vítimas. Jason Aldean, que estava tocando quando o tiroteio começou, postou suas condolências no Instagram e observou que todos os que trabalhavam consigo no espetáculo tinham sobrevivido ao ataque.
Os preços das ações de empresas fabricantes de armas caíram no dia seguinte.